# Parlamentsvalet i Storbritannien 2024
Parlamentsvalet i Storbritannien 2024 hölls torsdag den 4 juli 2024 för att utse 650 platser i det brittiska underhuset. Valet skedde som brukligt i form av majoritetsval i enmansvalkretsar.
Valet resulterade i en stor seger för Labour och rekordras för de konservativa och Keir Starmer efterträdde 5 juli 2024 Rishi Sunak som premiärminister.